# منتخب البرتغال لهوكي الجليد
منتخب البرتغال الوطني لهوكي الجليد (بالبرتغالية: Seleção Portuguesa de Hóquei no Gelo) هو ممثل البرتغال الرسمي في المنافسات الدولية في هوكي الجليد .